# Kill Cross
Kill Cross (Cross Kill) è un romanzo poliziesco dello scrittore statunitense James Patterson e fa parte di una serie di romanzi sul detective Alex Cross.

## Trama
Il killer Gary Soneji di Ricorda Maggie Rose è morto da oltre dieci anni. Alex Cross lo guardò morire. Ma oggi Cross lo ha visto abbattere il suo partner. Soneji è vivo?

## Edizioni
- James Patterson, Kill Cross, Alex Cross, Tea, 2017